# Sympatykotonia
Sympatykotonia (symphaticus (łac.) sympatyczny, współczulny + tónos (gr.) naprężenie) – stan wzmożonego napięcia układu współczulnego, wyrażający się przyśpieszonym tętnem, rozszerzeniem źrenic, zwiększoną potliwością, wzmożoną pobudliwością psychiczną.